# Metallurgisches Kombinat Stahl der Partei

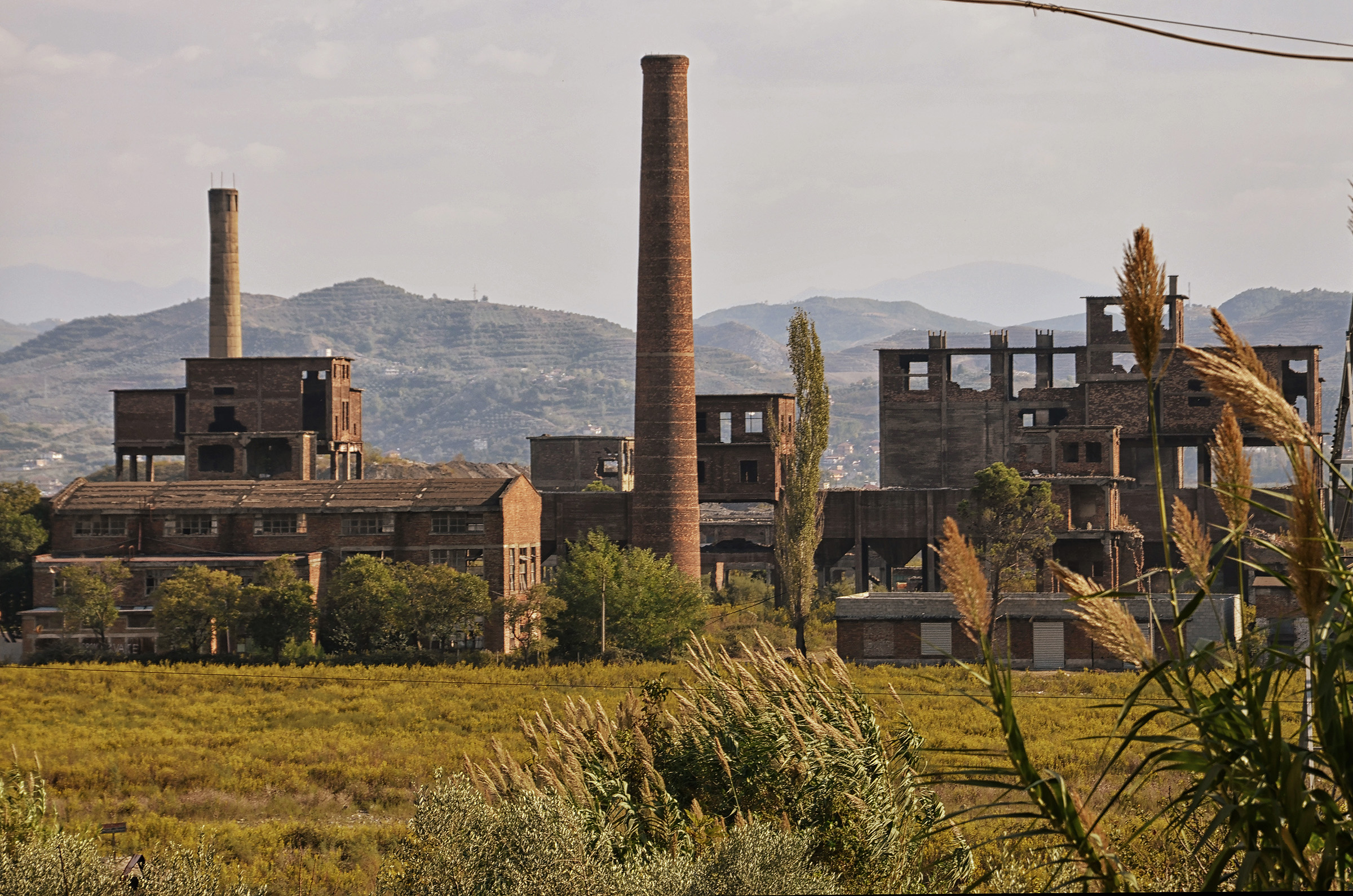
Ruinen von Industrieanlagen im Jahr 2018

Das Kombinat Stahl der Partei (albanisch Kombinati metalurgjik „Çeliku i Partisë“ Hörbeispielⓘ) war ein großes Stahlwerk in Elbasan, Albanien. Es handelte sich um die größte und wichtigste Industrieanlage des Landes.

## Lage
Elbasan liegt zwischen den reichen Nickel-Eisen-Erzvorkommen in Südostalbanien (insbesondere Gur i Kuq bei Pogradec):380 f und dem Hafen Durrës an der Adriaküste.

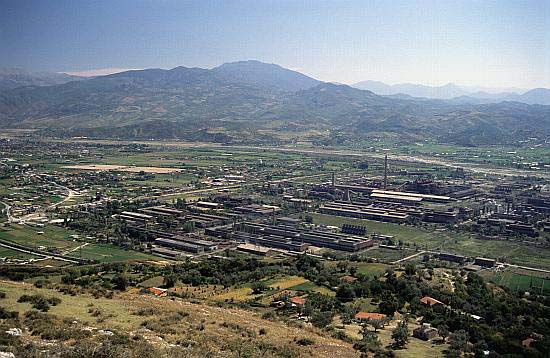
Blick über das Stahlwerk (2007)

Das Werkgelände, rund 160 Hektar groß, befindet sich nicht ganz fünf Kilometer westlich der Innenstadt von Elbasan in der breiten Ebene am Nordufer des Shkumbin. Es grenzt südlich an das Dorf Bradashesh an. Die Eisenbahnlinie Peqin–Elbasan passiert die Fabrik auf ihrer Nordseite. Sie hat in Peqin Anschluss nach Durrës und in Elbasan seit 1979 auch bis zu den Bergwerken von Pogradec. Die Industriegleise des Werkes kumulierten sich auf eine Länge von 47 Kilometern. Eine acht Kilometer lange Transportseilbahn versorgte die Stahlöfen mit Brennkalk von einem Steinbruch im Nordosten.

## Geschichte

### Bau
Trotz reicher Erzvorkommen wurde die Eisenindustrie in Albanien erst spät entwickelt. Bis in die 1960er Jahre gab es nur eine bescheidene Eisenschmelze und eine kleine Gießerei.:380
Das Stahlwerk in Elbasan entstand in den 1960er und 1970er Jahren vor allem mit Hilfe der Volksrepublik China. Ein erster Bauabschnitt konnte 1966 in Betrieb genommen werden.:380 Der Bau des Kombinats war wesentlicher Bestandteil des Fünften Fünfjahresplan 1971–1975. Die Arbeiten am Stahlwerk begannen offiziell am 16. Oktober 1971. Schon bald reduzierte China aber die Hilfe für den Bau der Industrieanlagen stark, da sich Tirana und Peking immer mehr ideologisch distanzierten. China erklärte, dass man die albanischen Forderungen nicht erfüllen könne.:437
In den Jahren 1974 bis 1979 wurden laufend neue Bereiche des Stahlwerks in Betrieb genommen – vieles mit erheblicher Verspätung. Chinesische Experten planten den Bau und überwachten alle Herstellungsprozesse. Der 24. Oktober 1976 gilt als der Tag, als in Albanien zum ersten Mal Stahl gestochen wurde.
Nach dem Abzug der Chinesen im Jahr 1978 mussten die Albaner ohne Expertenhilfe die Bauarbeiten abschließen und die Stahlproduktion zum Laufen bringen. Die Technologie war wohl schon beim Bau stark veraltet.

### Betrieb

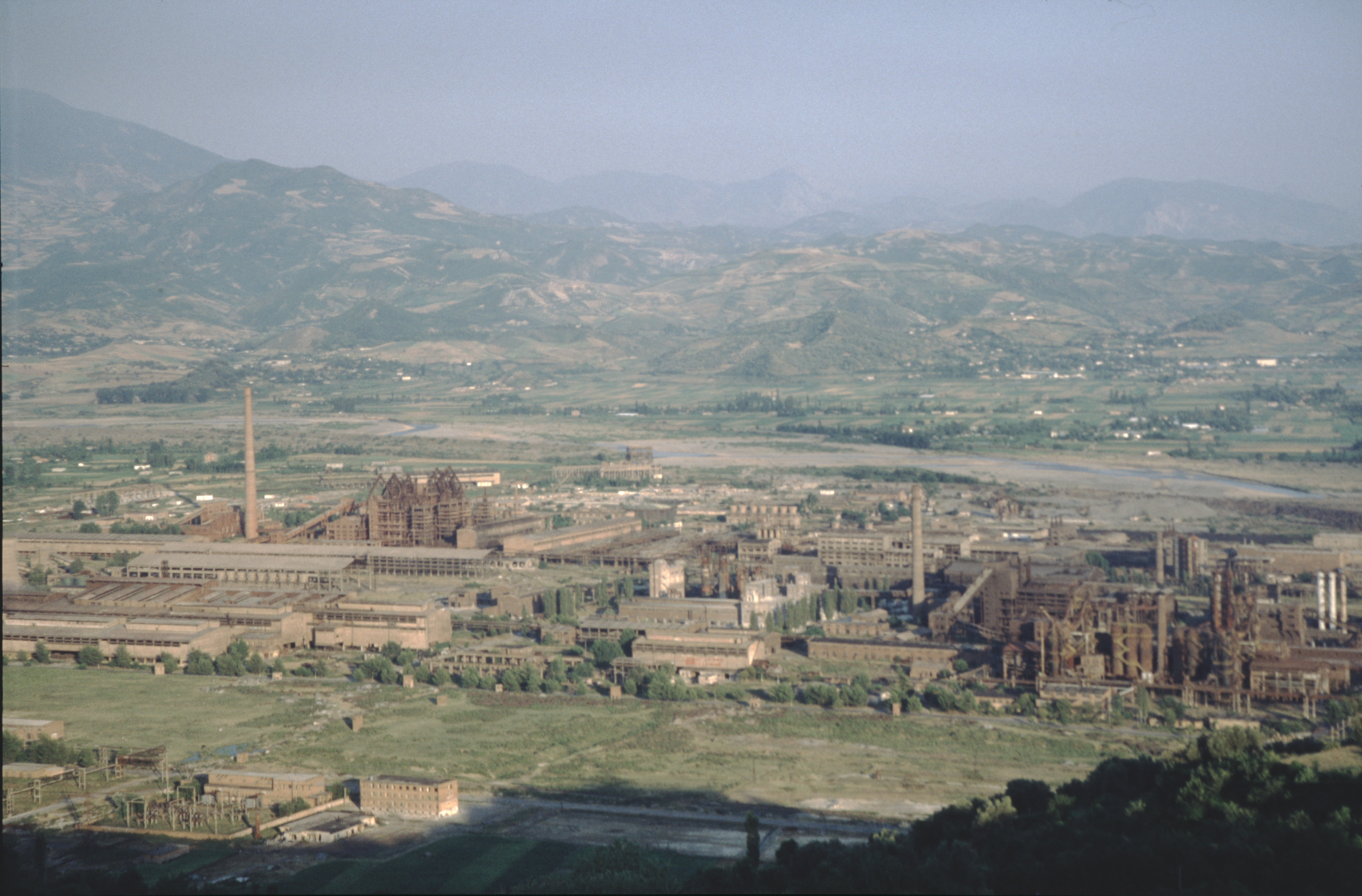
Die Anlage im Jahr 1998

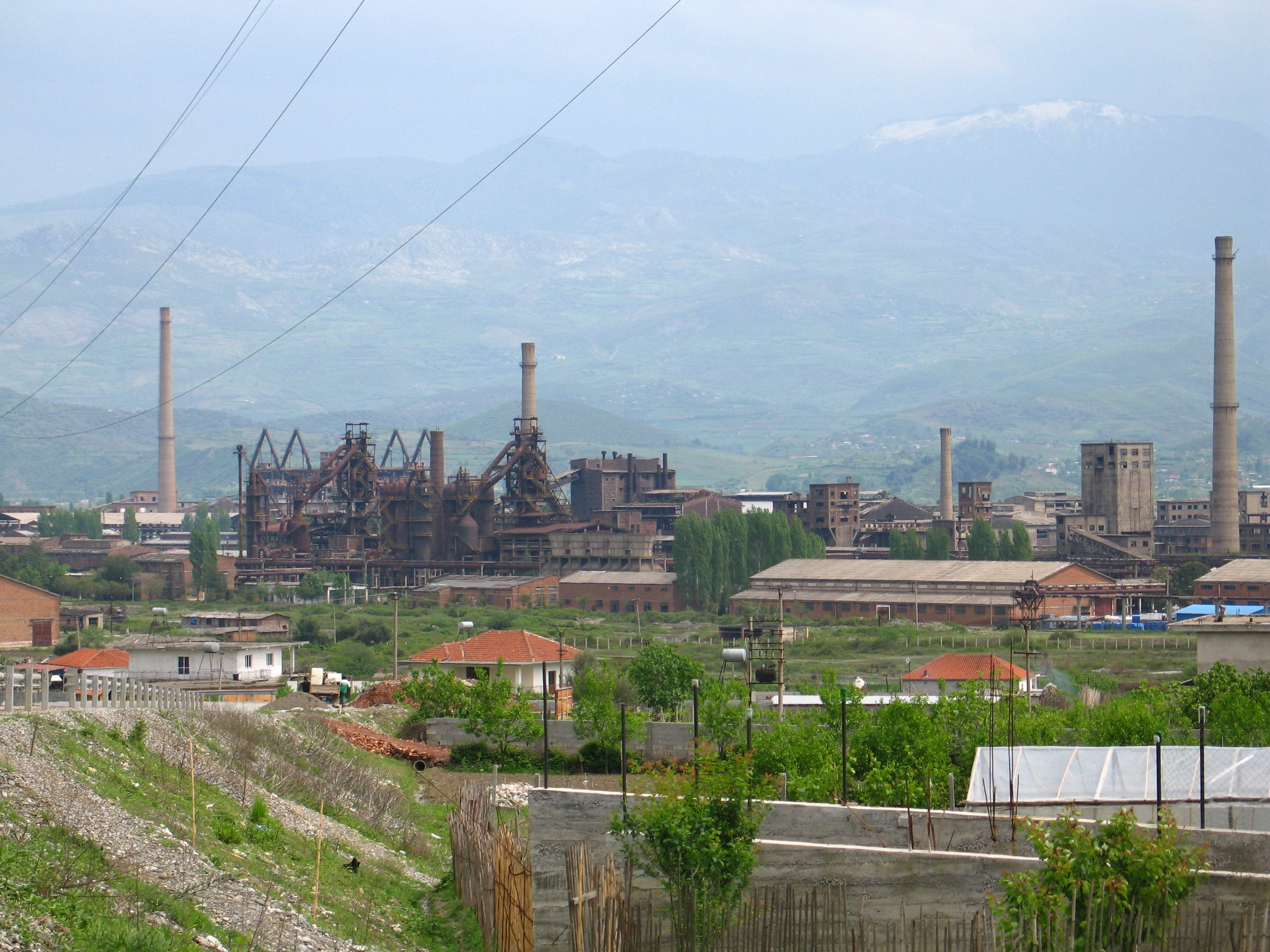
Blick über Wohnhäuser zum Stahlwerk (2006)

Dank des Metallurgischen Kombinats in Elbasan war Albanien in der Lage, verarbeiteten Stahl zu exportieren anstelle von Erzen und war unabhängig von Importen. Im riesigen Komplex waren rund 10.000 Menschen tätig, die mehrheitlich mit Bussen aus Elbasan zur Arbeit gefahren wurden. Teilweise wurde auch die Bahn für den Arbeitertransport mitgenutzt – Engpässe waren aber eher die Regel als die Ausnahme.
Kohle für die Hochöfen musste aus dem Ausland importiert werden, da die inländische Kohle qualitativ nicht gut genug war.
Später wurden Anlagen zur Extraktion von Nickel und Kobalt errichtet, wodurch Spezialstähle produziert werden konnten.:381 Mitte der 1980er Jahre gab es Pläne, mittels westdeutscher Direktinvestitionen Elektronickel zu erzeugen.
Die Tausenden von Arbeitskräften stellten eine weitere Herausforderung dar. Es fehlte an Arbeitern und insbesondere an ausgebildeten Fachkräften. Die meisten mussten für die Arbeit im Stahlwerk ausgebildet werden. Man bemühte sich zwar, die Zuwanderung gering zu halten, um Folgeinvestitionen im Wohnungsbau und für Infrastruktur klein zu halten. Allein aus der Umgebung ließ sich der Bedarf an Arbeitern aber nicht decken. So überstieg auch die Zahl der Frauen den geplanten Anteil von 10 % weit. Für Arbeiterinnen und Arbeiter gab es auch getrennte Wohnheime.
Wie vielerorts im kommunistischen Albanien gab es auch im Kombinat Stahl der Partei Produktionsengpässe. Das Werk war für 800.000 Tonnen Eisennickel und 250.000 Tonnen Stahl pro Jahr ausgelegt. Mitte der 1980er Jahre waren diese Werte noch nicht erreicht. Bis Ende der 1980er Jahre konnten der Abbau an Eisen-Nickel-Erzen und der Export von Eisenprodukten und -erzen aber deutlich gesteigert werden.:380,383
Der Betrieb des Stahlwerks ging mit starken Umweltproblemen einher. Elbasan war notorisch bekannt für die Umweltverschmutzung. Aufgrund des übergeordneten Ziels der Industrialisierung wurde beim Stahlwerk in Elbasan wie auch bei anderen großen Industrieanlagen der Umweltschutz ignoriert, was zu entsprechend hoher Luftverschmutzung in Elbasan führte. Man geht davon aus, dass auch die Böden im Umfeld des Kombinats stark belastet sind.

### Ende der Stahlproduktion

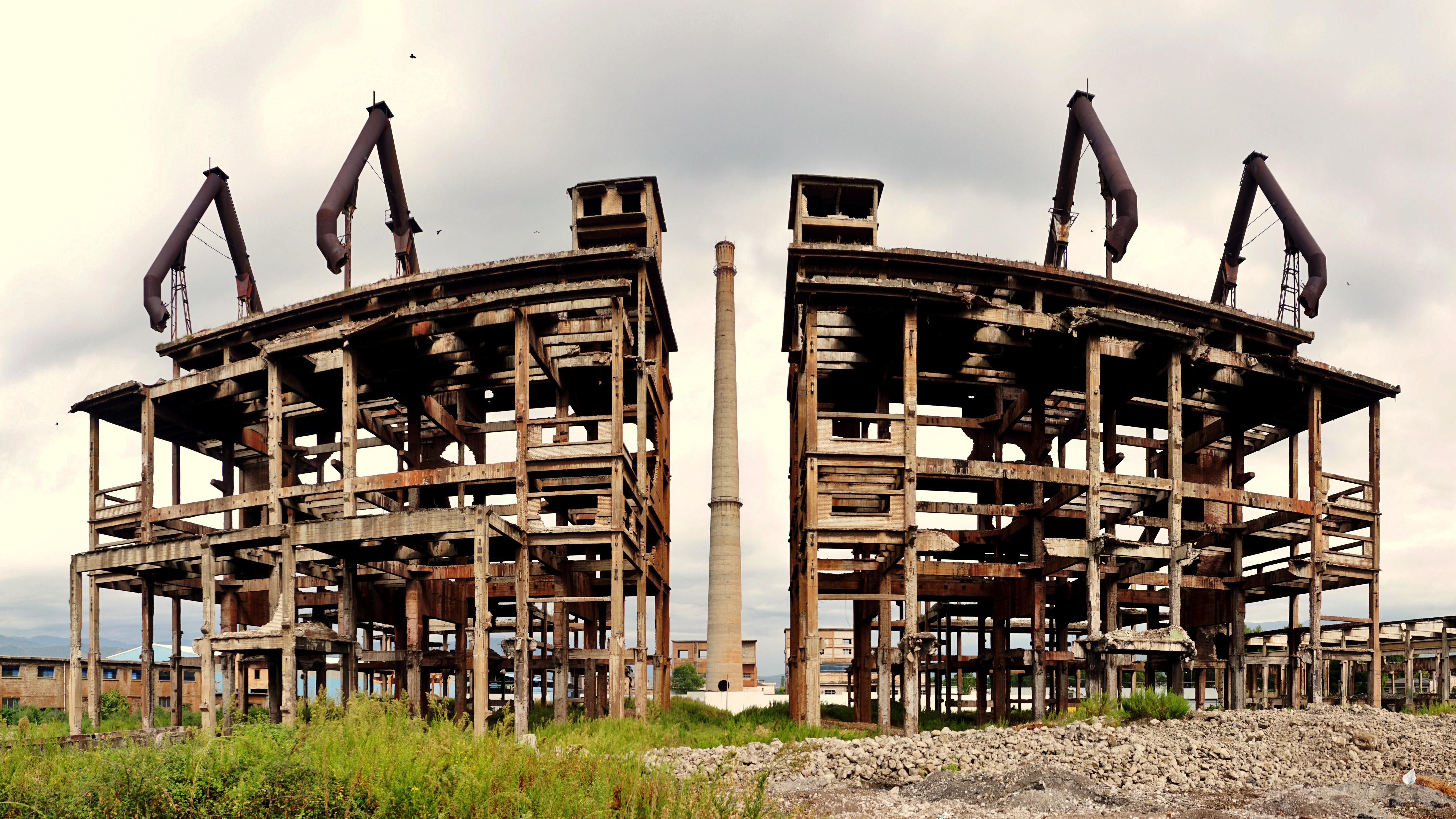
Ruinen des Kombinats (2019)

1991 musste nach dem Zusammenbruch des Einparteiensystems in Albanien die Stahlproduktion in Elbasan stillgelegt werden. Dies führte in Elbasan zu hoher Arbeitslosigkeit.
Bereits 1994 übernahm die türkische Firma Kürüm International Teile des Werks und nahm in der Folge, nach einer Modernisierung der Anlagen, die Stahlproduktion und das Walzwerk wieder in Betrieb. Beschäftigt wurden lediglich noch 650 Personen, wobei 250 Fachkräfte aus der Türkei waren. Verarbeitet wurde auch viel Altmetall aus den Nachbarländern. 2014 wurden 443.000 Tonnen Stahl produziert – dank moderner Fertigung konnte ein Bruchteil des Personals mehr produzieren, als die Erbauer in den frühern 1970er Jahren je gedacht hätten. Kürüm International kündigte Ende 2016 den Konkurs an. Das Gelände wird aber auch von anderen Firmen genutzt. Gleich angrenzend im Westen befindet sich ein chromverarbeitender Betrieb.
Noch immer hat das Stahlwerk eine schlechte Reputation im Land:

„Das vor den Toren der Stadt Elbasan gelegene Metallurgische Kombinat, das ab 1978 den Namen trug: „Der Stahl der Partei“ […], wird im heutigen Albanien als abschreckendes Beispiel für die kommunistische Industrialisierungspolitik betrachtet. […] Wenn aber in der Öffentlichkeit davon gesprochen wird, dass Menschen in Elbasan eher sterben als andernorts, die Luft verschmutzter ist als anderswo oder bei Geburten irgendwelche Anomalien festgestellt werden, ist das inzwischen stillgelegte Stahlwerk die erste Querverbindung, die bei den Zuhörern oder Lesern aufkommt.“

## Symbolik innerhalb der Sozialistischen Volksrepublik
Das Stahlwerk war nicht nur der größte Industriebetrieb Albaniens, der eine wesentliche Rolle bei der Umwandlung des Landes vom Agrarland zum Industriestaat spielte. Es hatte in vielerlei Beziehungen wichtige Aufgaben für die Sozialistische Volksrepublik bei der Schöpfung des neuen Menschen und der Verwirklichung des Kommunismus.
Der erste Stahlstich im Metallurgischen Kombinat Stahl der Partei wurde auch als die „zweite Befreiung Albaniens“ bezeichnet. Das Bonmot wird Enver Hoxha zugeschrieben, der damit die Bedeutung des Stahlwerks für die wirtschaftliche Selbstbestimmung und somit eine Art „wirtschaftliche Unabhängigkeit“ Albaniens unterstreichen wollte.
So war es fast endlos auch Gegenstand der Propaganda, war Handlungsort von Filmen und Motiv von Gemälden. Es war der „Stolz der kommunistischen Errungenschaften Albaniens“ (Ilir Parangoni: Between Glory and Fall).